# SM U-14 (підводний човен)
Підводний човен SM U-14 в час 1-ї світової війни належав до Цісарсько-королівського флоту Австро-Угорщини. Був одним з 16-ти підводних човнів класу «Brumaire», збудованих на верфі флоту Франції у Тулоні в 1911—1914 роках за проектом Maxima Laubeufa. У склад французького флоту увійшов під назвою «Curie» на честь П'єра і Марії Кюрі і позначенням Q 87. Був спущений на воду 18 липня 1912 року. Після завершення війни під цією ж назвою повернувся до французького флоту, де проплавав до 29 березня 1928 року. Човен був озброєний сімома 450-мм ТА: один у форштевні, двома бічними, встановленими під кутом 6,5°, та чотирма поворотними.

## Історія
Човен діяв з бази на Мальті. У грудні 1914 човен прибув до Наваріно задля операції на базі австрійського флоту. 17 грудня він вийшов з порту на буксирі панцерного крейсера «Jules Michelet» і у супроводі крейсера «Jules Ferry». Наступно дня за 200 миль від Пули човен розпочав самостійне плавання. В ніч на 20 грудня човен спробував прорватись до морської бази у Пулі. Він подолав першу протичовнову сітку, але на гвинти намоталась друга сітка і при спробі звільнення перегоріли електродвигуни. Через брак повітря близько 17.00 години човен піднявся на поверхню, де був атакований канонерським човном «Magnet», торпедним човном Т63. Було вбито 3, 4 поранено членів екіпажу, який самозатопив човен на глибині 40 м. Пораненого командира човна у шпиталі дозволили відвідати дружині, згодом відпустили до Франції, де він помер 1917 року.

Наприкінці січня 1915 човен був піднятий. Незначні пошкодження дозволили його відремонтувати за 655 тисяч корон і ввести 7 лютого 1915 до складу Крігсмаріне, як U-14. Хоча цей найбільший підводний човен флоту ремонтували до червня 1915 року. На палубі встановили 37 мм гармату і 8 мм кулемет Schwarzlose M.7/12. ТА модернізували під австрійські торпеди. Через аварію у серпні човен ремонтували у доці, де встановили перископ фірми «Zeiss». Під командуванням Георга фон Траппа човен затопив ворожих 11 кораблів — 6 британських, 3 італійські, грецьке і французьке. Під час першого патрулювання човен був пошкоджений штормом. При ремонті 37 мм гармату замінили 47 мм. У лютому 1916 човен був пошкоджений при атаці кораблів у протоці Отранто. Човен був відправлений на модернізацію, що тривала до кінця 1916 року. Через зіткнення з пароплавом ремонт тривав до квітня 1917 року. При модернізації встановили нову високу рубку за аналогом до німецьких човнів, 88 мм гармату. Імовірно було встановлено 533 мм торпедні апарати, причому задні поворотні ТА замінили нерухомими. Також встановили нові двигуни більшої потужності, більші ємності пального, що збільшило дальність надводного плавання до 6500 миль.

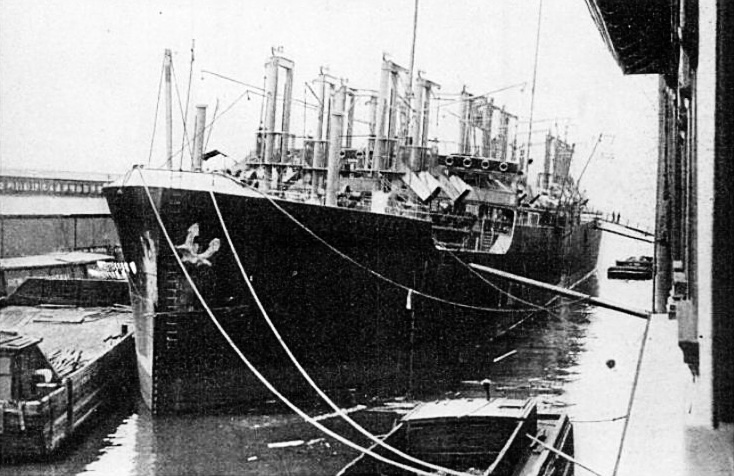
Вантажне судно «Milazzo»

Після модернізації 24 квітня човен вийшов у перший похід, де затопив «Teakwood» і «Antonio Sciesa» кораблі. У другому поході з 26 червня по 13 липня 1917 затопили корабель «Marionga Guolandris». У третьому рейді з 20 серпня по 1 вересня 1917 затопили кораблі «Constance», «Kilwinning», «Titian», «Nairn», «Milazzo» у 11 480 т, який став найбільшою здобиччю австро-угорських підводних човнів в час війни. Під час рейду 15 жовтня — 4 листопада 1917 було затоплено кораблі «Good Hope», «Elsiston», «Euston». Після цього човен відправили на ремонт, після якого він не виходив більше в рейди, патрулюючи околиці баз у Пулі, Спліті, Задарі. 24 вересня 1918 австрійський пароплав «Tergeste» протаранив човен, який втратив перископ. Після ремонту вийшов у патрулювання, що тривало до 1 листопада 1918, ставши одним з двох останніх діючих човнів флоту.
Після завершення війни у листопаді флот Югославії віддав човен французам крім претензій на нього зі сторони Італії. У липні 1919 човну повернули давню назву та відзначили нагородою Військовий Хрест (Croix de Guerre). Спеціалісти оцінили проведені модернізації, обмежившись встановленням 75 мм гармати замість 88 мм. Човен був виведений зі складу флоту 29 березня 1928 як останній серед однотипних човнів і наступного року порізаний на металобрухт.